# Sergio Gamerio
Sarkis al-Ḡamri, aussi noté al-Jamri, appelé Sergio Gamerio ou Sergius Gamerius, dans sa forme italianisée, muṭrãn (archevêque) maronite de Damas, né à Ehden, Liban, en 1610, mort à Marseille en 1668.

## Biographie
Il a fait des études à Rome à partir de 1625 où il a été ordonné prêtre en 1635.
Sergio Gamerio est cité par l'abbé Claude-Pierre Goujet parmi les professeurs royaux du Collège royal de France. Il a rencontré Nicolas de Peiresc en 1635, à Aix-en-Provence. Il a proposé au cardinal Richelieu, en 1642, avant de retourner au Liban, d'acheter des manuscrits orientaux.
L'abbé Goujet indique qu'il l'a trouvé sous le nom de Sergio Gamerio Aliamri, professeur de syriaque (ou arabe), de 1647 à 1658 d'après l'abbé Goujet, cependant, il est encore cité comme professeur au Collège royal en 1660. Il est remplacé comme professeur d'arabe par Pierre Vattier, en 1661. Il avait succédé à ce poste à Gabriel Sionite, du même village que lui. Gérald Duverdier précise qu'il était son neveu.
Le 25 janvier 1658, il est devenu l'archevêque maronite de Damas, il a été sacré plus tard à Chypre, mais il est de retour à Paris en 1659 et en à Turin en 1662 temporairement. Il est mort à Marseille le 22 décembre 1668 où il a séjourné pendant un temps inconnu.